# Jørgen Løvland
Jørgen Løvland (1848-1922) fue un político noruego, primer ministro de su país entre el 1907 y el 1908.
Løvland fue nombrado caballero de la Orden de San Olaf en 1898, y en 1900 ascendió de categoría hasta llegar al grado de caballero gran cruz, que recibió en 1907.